# Assassinats a la Lorena
Assassinats a la Lorena (títol original en francès, Meurtres en Lorraine) és un telefilm francobelga dirigit per René Manzor l'any 2018 i que forma part de la col·lecció Assassinats a .... S'ha doblat al català per TV3.
La pel·lícula és una coproducció de Morgane Production, AT Production i RTBF. Es va emetre per primera vegada a Bèlgica el 10 de gener de 2019 a La Une; a Suïssa, el 9 de març a RTS Un, i a França, el 16 de març a France 3, quan va ser seguit per 4,78 milions d'espectadors, cosa que representava el 23% de quota de pantalla.
És un dels deu episodis seleccionats per RTBF per celebrar el desè aniversari de la col·lecció i disponible durant sis mesos a la plataforma Auvio.

## Sinopsi
El cos d'una dona apareix a la ciutadella de Bitche. El tinent de policia Nicolas Muller és l'encarregat de la investigació i està assistit per un jove policia. La investigació resulta ser força especial per al tinent: no només treballa a la seva regió natal sinó que, a més, el porta a la fàbrica de cristall que regenta la seva família. La seva pròpia germana i el seu propi pare són sospitats mentre es perpetren altres assassinats.

## Repartiment
- Stéphane Bern: Nicolas Muller
- Lilly-Fleur Pointeaux: Lola Paoli
- Joffrey Platel: Patrick Joly
- Féodor Atkine: Hervé Muller
- Catherine Demaiffe: Florence Muller
- Francis Renaud: Jean-Paul Dubois
- Marie Matheron: Patricia Paoli
- Céline Jorrion: Camille Dubois
- Hervé Sogne: Pascal Dubois

## Producció

### Rodatge
El rodatge va tenir lloc entre el 29 de juny i el 25 de juliol de 2018 a Lorena. Principalment, a Bitche, però també al pla inclinat de Saint-Louis-Arzviller, a Nancy i Neuves-Maisons. Les escenes de la fàbrica de cristall es van rodar a Meisenthal, coneguda per la seva artesania del vidre.

### Càsting
El paper principal l'ocupa el periodista Stéphane Bern que ja havia aparegut al cinema, però que interpreta per primera vegada el primer paper d'una ficció. Va acceptar l'oferta amb l'única condició que tingués lloc a Lorena.